# Ermita del Otero (Valderas)
La Ermita del Otero está situada en un altozano u otero a 3 km de la villa de Valderas (España). Su construcción data del siglo XIV y se cree que formó parte de un poblado o de una hospedería relacionada con el Camino de Santiago. La conservación del edificio la llevaban hasta hace poco los pastores del pueblo. Permanece cerrada todo el año y solo se abre con motivo de las romerías.
El edificio consta de una sola nave. Se accede al interior por un arco de medio punto en el muro oeste. El ábside es rectangular. El retablo es barroco de madera sin policromar, con una hornacina que cobija a la Virgen de la Pastorcica. A su lado hay otra pequeña edificación que se construyó para vivienda del santero o cuidador de la ermita.

## Romerías
La romería llamada de Santa Cruz se celebra el 3 de mayo. Tiene su origen en el siglo XV, cuando se instituyó la Cofradía de la Santa Cruz. La finalidad de esta fiesta es hacer un cambio de imágenes: de la parroquia saldrá en procesión la imagen del Rosario que pasará todo el día junto a la imagen de la Pastorcica en el interior de la ermita. Al anochecer saldrá otra procesión llevando a la Pastorcica hasta depositarla en la parroquia, en el lugar donde estaba la del Rosario. El traslado se hacía sobre una carroza adornada por ramas y flores. La carroza se ha sustituido por un tractor. Encabeza la comitiva una cruz procesional que sale por el arco de Santiago, acompañada de todo el pueblo. En tiempos pasados era costumbre vestir a los niños de pastores. Algunas personas llevan hoy la túnica blanca y la cruz en la mano en recuerdo de los antiguos cofrades.
Cuando la procesión llega a la ermita todo el mundo asiste a una misa que presiden las dos imágenes. A continuación tiene lugar la gran comida campestre. Al anochecer se organiza de nuevo una procesión de regreso, por la cañada de la Zamorana y al llegar a la altura de los cinco palomares se hace una tradicional parada para entonar una Salve popular, en recuerdo de la que se hacía antiguamente en la ermita de Santiago. Finalmente se llega a la plaza Mayor y se deposita a la Pastorcica en la parroquia. Allí permanecerá hasta la tarde del lunes de Pentecostés en que se harán los cambios pertinentes para que ambas imágenes queden instaladas en su propia iglesia.
La romería del Pan y el Queso se celebra en la tarde del lunes de Pentecostés y el objetivo es devolver las dos imágenes, Pastorcica y Rosario, a sus respectivos emplazamientos que fueron cambiados en la romería del 3 de mayo. En esta fiesta es tradicional el reparto de pan, queso y vino a cargo del Ayuntamiento, costumbre que viene de antiguo, cuando este reparto era para la gente muy pobre del pueblo que acudía a la romería a recibir este pequeño obsequio.